# Pretoriana majestica
Pretoriana majestica är en tvåvingeart som först beskrevs av Charles Howard Curran 1940.  Pretoriana majestica ingår i släktet Pretoriana och familjen parasitflugor. Inga underarter finns listade i Catalogue of Life.